# Philip Jessup

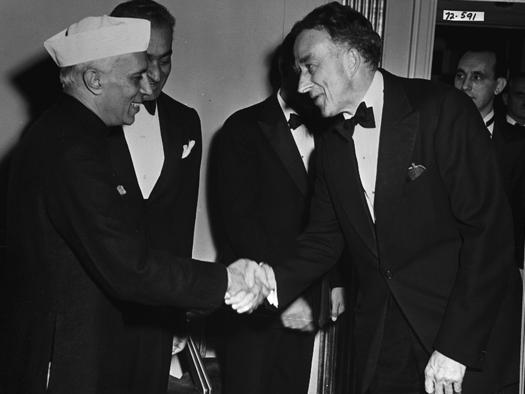
Jessup (rechts) mit Jawaharlal Nehru, ca. Oktober 1949

Philip Caryl Jessup (* 5. Januar 1897 in New York City; † 31. Januar 1986 ebenda) war ein amerikanischer Jurist und Diplomat. Er wirkte von 1925 bis 1961 als Dozent und Professor für internationales Recht an der Columbia University sowie von 1961 bis 1970 als Richter am Internationalen Gerichtshof in Den Haag.

## Leben
Philip Jessup studierte zunächst am Hamilton College in Clinton, NY, an dem er einen B.A.-Abschluss erwarb. Anschließend absolvierte er bis 1924 an der Yale University ein Studium der Rechtswissenschaften, das er mit dem Abschluss LL.B. beendete. Drei Jahre später promovierte er an der Columbia University. Von 1925 bis 1946 war er an der Columbia University als Dozent und später als Professor für internationales Recht tätig, von 1946 bis 1961 hatte er dort den Hamilton-Fish-Lehrstuhl für internationales Recht und Diplomatie inne. 1932 wurde er in die American Academy of Arts and Sciences gewählt. Seit 1939 war er Mitglied der American Philosophical Society.
1950 wurde er durch einen von Millard Tydings geleiteten Untersuchungsausschuss des Senats von Vorwürfen der Sympathie mit kommunistischen Bestrebungen freigesprochen, die der republikanische Senator Joseph McCarthy im Rahmen seiner antikommunistischen Aktivitäten gegen ihn und andere Angehörige des amerikanischen Außenministeriums vorgebracht hatte. Ein Jahr später nominierte ihn der damalige amerikanische Präsident Harry S. Truman für die Position des US-Gesandten bei den Vereinten Nationen. Nachdem der Senat aufgrund des Einflusses von McCarthy diesem Vorschlag nicht zustimmte, umging Truman die Entscheidung des Senats durch eine vorläufige Ernennung (interim appointment).
Von 1954 bis 1955 wirkte er als Präsident der Amerikanischen Gesellschaft für internationales Recht. Kurze Zeit nach dem Amtsantritt von Präsident John F. Kennedy stimmte das Außenministerium einer Kandidatur von Jessup für einen Richterposten am Internationalen Gerichtshof (IGH) in Den Haag zu, an dem er von 1961 bis 1970 amtierte. Nach seiner Rückkehr in die Vereinigten Staaten war er in verschiedenen Positionen an der University of Georgia, an der Columbia University sowie am Wellesley College tätig.
Philip Jessup wurde 1948 in das Institut de Droit international aufgenommen. 1964 erhielt er die Manley-O.-Hudson-Medaille der Amerikanischen Gesellschaft für internationales Recht. Der Philip C. Jessup International Law Moot Court Competition, ein renommierter internationaler Moot-Court-Wettbewerb im Bereich des Völkerrechts, trägt ihm zu Ehren seinen Namen.

## Werke (Auswahl)
- American Neutrality and International Police. Boston 1928
- A Modern Law of Nations. 1948; deutsche Übersetzung: Modernes Völkerrecht. Stuttgart 1950
- Transnational Law. New Haven 1956
- The Birth of Nations. New York 1974